# Pierieswiet (1898)
Pierieswiet (ros. Пересвет) – rosyjski pancernik generacji przeddrednotów z początku XX wieku, pierwszy z trzech okrętów typu Pierieswiet. Wodowany w 1898 roku, wszedł do służby w 1901 roku. Brał udział w działaniach pod Port Artur podczas wojny rosyjsko-japońskiej. Zdobyty w Port Artur w 1905 roku przez Japończyków, służył pod banderą japońską pod nazwą Sagami, po czym podczas I wojny światowej powrócił pod banderę i nazwę rosyjską, przeklasyfikowany na krążownik pancerny. Zatonął 4 stycznia 1917 roku na niemieckich minach na Morzu Śródziemnym postawionych przez okręt podwodny U-73.

## Budowa
„Pierieswiet” był głównym okrętem swojego typu, mającego w założeniach stanowić pancerniki słabiej opancerzone i uzbrojone, lecz za to dysponujące większym zasięgiem pływania i szybkością od zwykłych pancerników. Na skutek długiego projektowania i budowy, ich szybkość nie przewyższała jednak już nowo budowanych pancerników, od których pozostawały słabsze, zwłaszcza pod względem opancerzenia. O budowie „Pierieswieta” wraz z bliźniaczą „Oslabią” car Mikołaj II postanowił 24 lipca 1895 roku. Budowę rozpoczęto w 1895 roku. Oficjalnie uroczyste położenie stępki, w obecności cara i wielkiego księcia Aleksego miało miejsce 9 listopada 1895 roku (21 listopada nowego stylu).
„Pierieswiet” budowany był w Zakładach Bałtyckich (Bałtijskij Zawod) w Petersburgu, które też wykonywały maszyny dla całej trójki okrętów. Budowa odbywała się na starej drewnianej krytej pochylni zakładów. Kadłub wodowano 7 (19) maja 1898 roku, w obecności cara Mikołaja. 3 listopada 1898 roku okręt przeszedł do bazy w Kronsztadzie w celu wyposażenia i montażu artylerii. 23 października 1899 roku „Pierieswiet” rozpoczął próby morskie, po których jego maszyny zostały odebrane przez zamawiającego. 17 sierpnia 1901 roku okręt był oglądany przez cara Mikołaja II, który nakazał dodać skrzydła mostka. 6-7 (19-20) września 1901 roku przeprowadzono próby artylerii, po czym okręt ostatecznie wszedł do służby. „Pierieswiet” od początku miał 1136 t przeciążenia konstrukcyjnego (9%), przez co zanurzenie z pełnym zapasem węgla wzrosło z projektowanego 7,93 do 8,43 m, a pas pancerny znalazł się w znacznej części pod wodą i wystawał tylko na 40 cm do góry. 
Zewnętrznie „Pierieswiet” różnił się od pozostałych pancerników tego typu obecnością bojowego marsu z 2 działkami 47 mm także na maszcie rufowym, z którego zrezygnowano na dalszych okrętach. Koszt budowy wyniósł 10,05 miliona rubli. Okręt otrzymał jako kolejna jednostka imię półlegendarnego XIV-wiecznego mnicha-wojownika Aleksandra Pierieswieta, świętego prawosławnego (towarzysza Oslabii), poległego na Kulikowym Polu w pojedynku z tatarskim wojownikiem Czełubiejem. Nazwę nadano mu i wciągnięto na listę floty już 3 (15) października 1895 roku.

## Skrócony opis
Szczegóły w artykule pancerniki typu Pierieswiet
Okręty typu Pierieswiet były nietypowymi pancernikami, skonstruowanymi według specyficznych założeń, słabiej opancerzonymi i uzbrojonymi, mimo stosunkowo dużych rozmiarów kadłuba. Długość kadłuba wynosiła 132,4 m, szerokość 21,8 m, a wyporność projektowa 12 674 ton. Zmierzona w 1901 roku wyporność „Pierieswieta” w stanie lekkim wynosiła 12 781,5 t (zanurzenie 7,73 m), a pełna wyliczona wyporność 14 789,7 t (zanurzenie 9,1 m). Spośród ówczesnych pancerników generacji przeddrednotów okręty wyróżniały się dużą powierzchnią wysokich burt, zwłaszcza w podniesionej o jeden pokład części dziobowej, które dawały im bardzo dobre własności morskie.

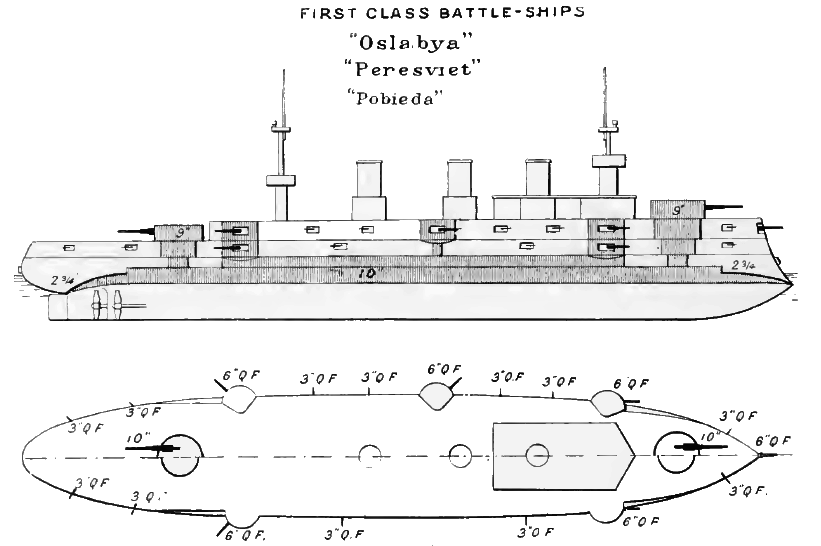
Schemat opancerzenia

Opancerzenie okrętów było stosunkowo słabe i mało rozległe. Wąski pas pancerny na większości długości linii wodnej, wykonany ze stali Harveya, miał maksymalną grubość na śródokręciu 229 mm, a w rejonie wież – 178 mm. Nad jego środkową częścią  był górny pas pancerny grubości 102 mm. Powyżej burty były nieopancerzone, z wyjątkiem pięciu kazamat dział kalibru 152 mm na każdej burcie, osłoniętych pancerzem 127 mm. Osłonę poziomą stanowił wewnętrzny pokład pancerny grubości 51 mm, opadający po bokach skosami do burt. Wieże dział miały pancerz pionowy grubości 229 mm, a stanowisko dowodzenia – 152 mm. „Pierieswiet” jako jedyny z okrętów typu miał także rufowe stanowisko dowodzenia osłonięte płytami 102 mm. W celu pełnienia służby na Dalekim Wschodzie, miał dno obite na zewnątrz drewnem i blachą miedzianą.
Uzbrojenie główne stanowiły cztery działa kalibru 254 mm w dwóch wieżach dwudziałowych na dziobie i rufie. Wieże „Pierieswieta” były wykonane przez Zakład Mietalliczeski. Jego działa mogły teoretycznie strzelać na odległość 17,6 km (95 kabli). Artyleria średnia obejmowała 11 dział kalibru 152 mm L/45, z czego 10 było umieszczonych w opancerzonych kazamatach (dwie dwupiętrowe i jedna jednopiętrowa na każdej burcie), a jedenaste było umieszczone w kadłubie nad stewą dziobową, jako pościgowe. Uzbrojenie uzupełniało 20 pojedynczych dział 75 mm L/45 (16 w stanowiskach burtowych na śródokręciu i 4 na najwyższym pokładzie, nad skrajnymi kazamatami) i 20 dział 47 mm (na „Pierieswiecie”: cztery w stanowiskach burtowych na dziobie i dwa na rufie, cztery na najwyższym pokładzie, po dwa na mostku dziobowym i rufowym, cztery na marsie masztu dziobowego i dwa na marsie masztu rufowego). Dodatkowo okręty miały do 10 dział 37 mm, z których sześć można było ustawić na kutrach i szalupach, lecz ich liczba mogła być mniejsza. Dla oddziałów desantowych przewożono dwie armaty 64 mm systemu Baranowskiego i dwa karabiny maszynowe. Okręty typu Pierieswiet miały pięć wyrzutni torpedowych kalibru 381 mm, w tym jedna stała dziobowa i cztery burtowe. Przenosiły ponadto w magazynie 50  min morskich i były wyposażone w dwa kutry parowe z wyrzutnią torped i dwa kutry z miotaczami min i minami wytykowymi.
Napęd pancerników tworzyły trzy pionowe 3-cylindrowe maszyny parowe potrójnego rozprężania o  łącznej mocy projektowej 14 500 KM (indykowanych), które napędzały trzy śruby napędowe. Na próbach sześciogodzinych w 1899 roku „Pierieswiet” osiągnął prędkość średnią 18,44 węzłów i łączną moc indykowaną 14 532,63 KM (nieco większą od kontraktowej 14 500 KM). Na dalszych próbach 19 września 1900 roku osiągnął maksymalnie 6-godzinną prędkość średnią 18,64 węzłów, a przez pierwsze 4 godziny nawet 19,08 w. Parę dostarczało 30 kotłów parowych wodnorurkowych Belleville. Zapas paliwa (węgla) wynosił 1046 t, a maksymalnie 2058 t. Zasięg według wyliczeń przy prędkości 10 węzłów wynosił 5610 mil morskich.
Załoga „Pierieswieta” etatowo liczyła 778 osób (w tym 28 oficerów), a faktycznie 675 (w tym 22 oficerów). 

## Służba
W nawiasach daty w nowym stylu.

### W I Eskadrze Oceanu Spokojnego
Wkrótce po wejściu do służby, „Pierieswiet” 11 (24) października 1901 roku wypłynął z Kronsztadu na Daleki Wschód, w skład Eskadry Oceanu Spokojnego, pod dowództwem komandora N. Korolowa. Po drodze, 18 (31) października pancernik wszedł na mieliznę w cieśninie Wielki Bełt i został zdjęty dopiero z pomocą duńskich holowników; powstałe niewielkie uszkodzenia dna zostały usunięte podczas trwającego miesiąc dokowania w Tulonie od 19 listopada. Po przejściu przez Morze Śródziemne i Kanał Sueski i odwiedzinach w Adenie, Kolombo, Batawii i Hongkongu, 5 (18) kwietnia 1902 roku zawinął do bazy Port Artur. W sierpniu 1902 roku był dokowany we Władywostoku, po czym, w drodze powrotnej w październiku, zwyciężył w wyścigu rosyjskich pancerników z Nagasaki do Port Artur (z „Sewastopolem” i „Połtawą”), ze średnią prędkością 15,7 w. W styczniu-lutym 1903 roku odbył wizytę w Japonii i Korei i był dokowany w Nagasaki, po czym przez Władywostok powrócił do Port Artur. 

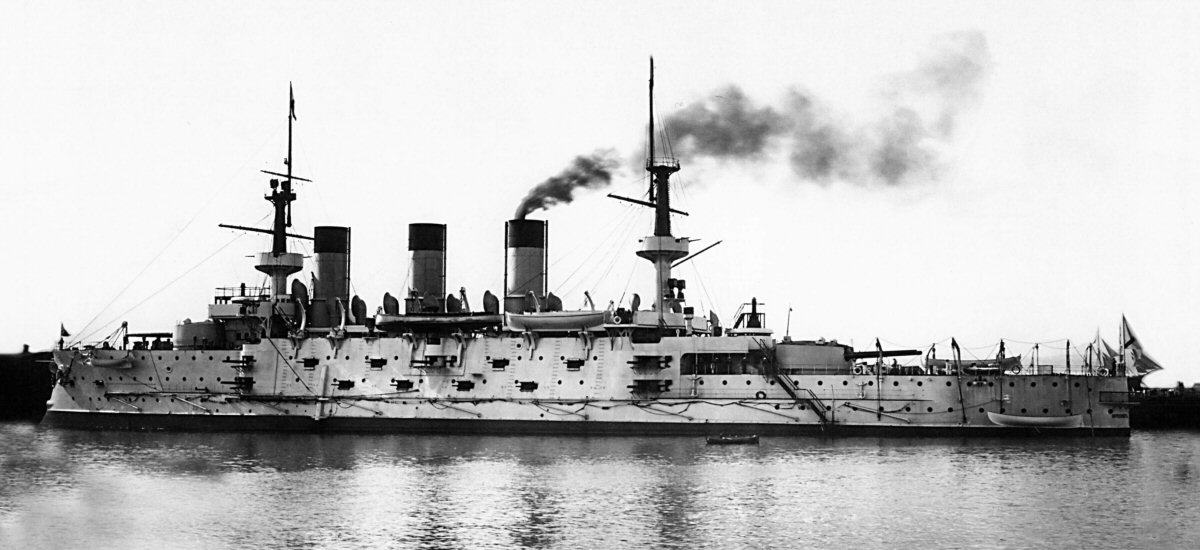
„Pierieswiet” w 1901 r.

Podczas wojny japońsko-rosyjskiej „Pierieswiet” wraz z półbliźniaczą „Pobiedą” brał udział w walkach z japońską flotą pod Port Artur, a następnie w obronie twierdzy. Był okrętem flagowym zastępcy dowódcy eskadry, kontradmirała Pawła Uchtomskiego, a dowódcą pancernika był komandor Wasilij Bojsman. Podczas rozpoczynającego wojnę ataku torpedowego japońskich niszczycieli na rosyjskie okręty w nocy z 26 na 27 stycznia (8/9 lutego) 1904 roku „Pierieswiet” nie odniósł uszkodzeń. 27 stycznia wziął udział w dziennej bitwie z podchodzącymi głównymi siłami japońskiej floty, w której wystrzelił 17 pocisków 254 mm, 86 – 152 mm i 205 – 75 mm, bez większych efektów, nie odnosząc też uszkodzeń. Pomimo mniejszego kalibru dział, zaletą pancerników typu Pierieswiet była największa z okrętów rosyjskich donośność artylerii. Według części źródeł, 9 marca wraz z „Pobiedą”, „Pierieswiet” odpowiedział na ostrzał bazy przez japońskie pancerniki ponad półwyspem górującym nad bazą (według rosyjskich obserwatorów, Rosjanie mieli uzyskać jedno trafienie). 13 (26) marca „Pierieswiet” lekko uszkodził dziobem w kolizji pancernik „Siewastopol”, samemu też odnosząc niewielkie uszkodzenia. 2 (15) kwietnia „Pierieswiet” ostrzelał 28 pociskami z dużej odległości ok. 16,5 km japońskie krążowniki pancerne „Kasuga” i „Nisshin”, bombardujące Port Artur, i według rosyjskich relacji, spowodował uszkodzenie i odholowanie jednego z nich (czego jednak brak jest potwierdzenia). Znaczne wstrząsy przy prowadzeniu ognia na duży dystans powodowały jednak obawy uszkodzeń konstrukcji, zawodził też przy dużych kątach podniesienia elektryczny system podawania amunicji. Sam „Pierieswiet” otrzymał jedno trafienie w pas pancerny poniżej linii wodnej, lecz pocisk nie wybuchł ani nie przebił pancerza. Podczas obrony bazy, w patrolowaniu i trałowaniu min aktywnie uczestniczyły też kutry parowe pancerników. Między innymi w nocy na 20 kwietnia kuter z „Pierieswieta” ostrzelał miotaną miną i pociskami z działka 37 mm japoński brander, który usiłował zablokować port. Pod koniec kwietnia cztery działa 152 mm oraz część dział małokalibrowych z okrętu ustawiono na stanowiskach lądowych.

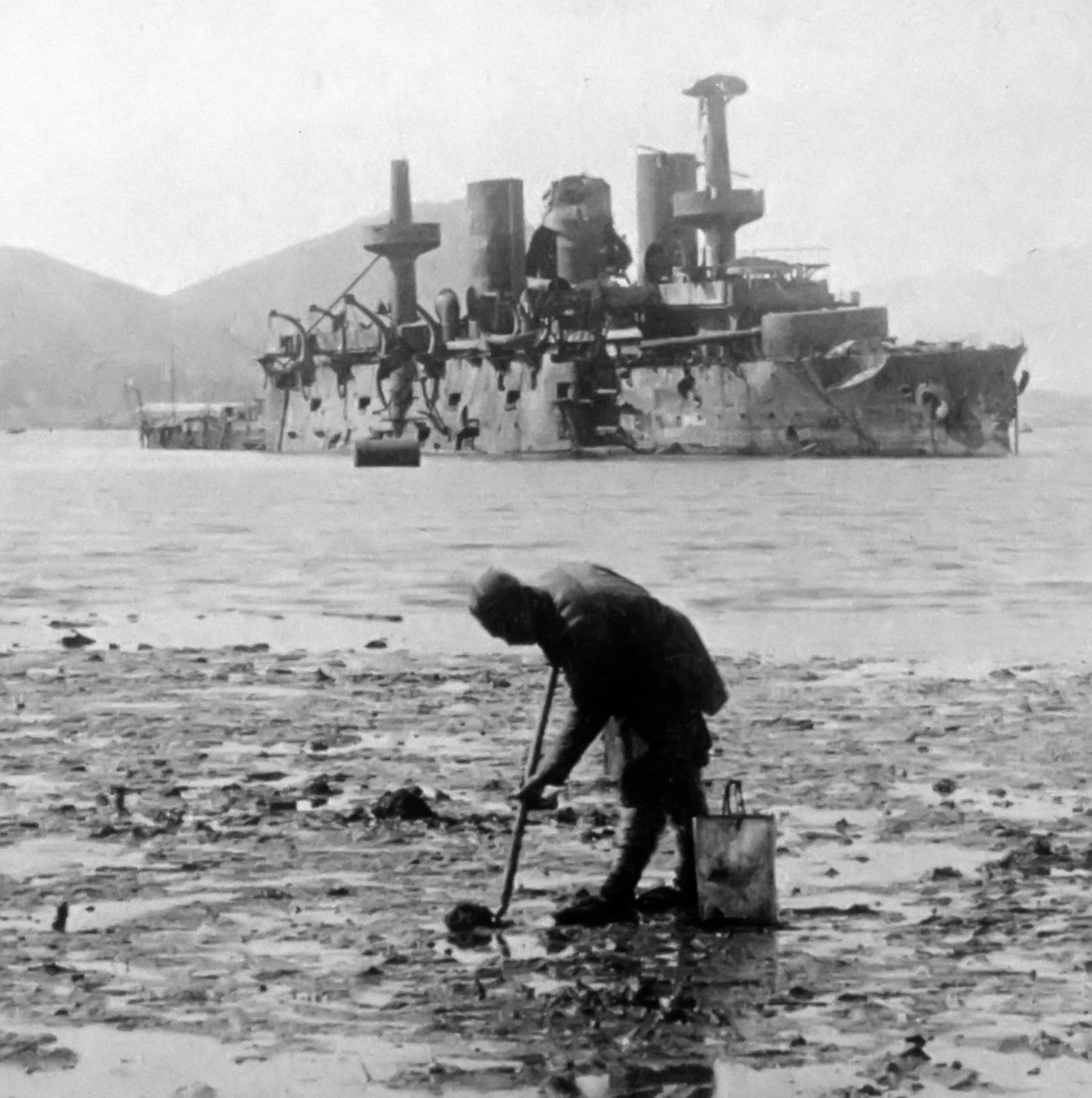
„Pierieswiet” zatopiony w Port Artur

„Pierieswiet” jako okręt flagowy kontradmirała Uchtomskiego wziął udział w nieudanej próbie przebicia się do Władywostoku 10 (23) czerwca 1904 roku, zakończonej zawróceniem eskadry rosyjskiej po napotkaniu japońskich sił głównych Z artylerii średniej miał wówczas na uzbrojeniu 8 dział 152 mm. Podczas odpierania późniejszych ataków niszczycieli, wystrzelił 7 pocisków 254 mm, 61 – 152 mm, 150 – 75 mm i 426 – 47 mm. 27 lipca (9 sierpnia) okręt został trafiony dwoma pociskami kalibru 120 mm podczas japońskiego ostrzału bazy przez armaty polowe, przy czym jeden rozerwał się w kajucie dowódcy (zginął jeden członek załogi). Następnie wziął udział w kolejnej próbie przerwania blokady, zakończonej bitwą na Morzu Żółtym 28 lipca (10 sierpnia) 1904 r. Podczas tej bitwy „Pierieswiet” odniósł poważne uszkodzenia od pocisków różnego kalibru, otrzymując ok. 40 trafień. Na skutek przebić nieopancerzonego dziobu z prawej burty, zatopieniu uległa część przedziałów i okręt nabrał przechyłu (w razie kontynuowania bitwy prawdopodobne byłoby jego zatonięcie na skutek uszkodzeń części dziobowej). Uszkodzeniu uległy m.in. dwa kotły, drugi i trzeci komin oraz część artylerii, w tym lufa jednego działa 254 mm (od pocisku kalibru 57 mm japońskiego niszczyciela, podczas powrotu) – po bitwie sprawne pozostały 3 działa 254 mm, 8 – 152 mm, 13 – 75 mm i 17 – 47 mm. Straty wyniosły 13 zabitych i 69 rannych, w tym ranny został dowódca kmdr Bojsman (zmarł później w niewoli japońskiej). Po niepowodzeniu próby przebicia się, okręty powróciły do Port Artur. „Pierieswiet” wystrzelił podczas bitwy i późniejszego odpierania ataków z niszczycieli 109 pocisków 254 mm, 720 – 152 mm, 315 – 75 mm i 755 – 47 mm.
Po bitwie aktywność rosyjskiej floty spadła prawie do zera, a część załóg i dział zdemontowanych z pancerników służyła w różnym charakterze na froncie lądowym wokół twierdzy (z „Pierieswieta” 3 działa 152 mm, 2 – 75 mm, 2 – 47 mm, 4 – 37 mm oraz 3 reflektory). Oficer torpedowy pancernika Nikołaj Krotkow opracował system podłączania zasieków do prądu, zastosowany w praktyce. Nowym dowódcą okrętu został jego starszy oficer kmdr por. Apołłon Dimitrijew. Od września 1904 r. Japończycy uzyskali możliwość korygowanego ostrzału okrętów stojących na wewnętrznej redzie ogniem z dział 120 mm i „Pierieswiet” otrzymał między 15 a 18 września 11 trafień. Od 19 września (2 października) ostrzał bazy podjęły ciężkie działa lądowe i już tego dnia „Pierieswiet” został uszkodzony 9 pociskami 280 mm, 28 września – 11 pociskami i 30 września – czterema, po czym zmienił miejsce postoju na chwilowo bezpieczniejsze. Aktywność w tym okresie podejmowały kutry parowe pancerników „Pierieswiet” i „Pobieda”, m.in. stawiając 23 października miny (zatonął na nich następnie 17 listopada?/30 listopada 1904 stary japoński krążownik pancernopokładowy „Saien”). Ostatni raz „Pierieswiet” przeprowadził ostrzał celów lądowych siedmioma pociskami głównego kalibru 13 (26) listopada. Po zdobyciu przez Japończyków nowego punktu obserwacyjnego na górze Wysokiej, 23 listopada (6 grudnia) „Pierieswiet” został trafiony 5 pociskami 280 mm, a 24 listopada (7 grudnia) – około 20 pociskami 280 mm, po czym został samozatopiony na płyciźnie z powodu pożaru. Przed kapitulacją, dodatkowo wysadzono w powietrze niektóre elementy.

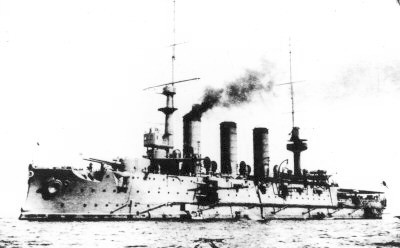
„Sagami”, dawny „Pierieswiet”

### W służbie japońskiej
Daty nowego stylu
Po zajęciu Port Artur 2 stycznia 1905 roku, Japończycy 29 czerwca 1905 r. podnieśli „Pierieswieta” i po prowizorycznych naprawach wcielili do swojej floty pod nazwą „Sagami”. 22 sierpnia 1905 roku został zaklasyfikowany jako pancernik I klasy. Okręt o własnych siłach przeszedł do Sasebo, gdzie był dokowany. 17 sierpnia ukończył dokowanie, po czym wziął udział w paradzie zwycięstwa w Zatoce Tokijskiej w sierpniu 1905 roku, po czym powrócił do stoczni na kapitalny remont połączony z modernizacją. Remont w Yokosuka trwał aż do grudnia 1907 roku. W kwietniu 1908 roku przeklasyfikowano go na okręt obrony wybrzeża I klasy (według innych publikacji, 28 sierpnia 1912 roku). Okręt przejęty przez flotę został dopiero 20 lipca 1908. Japończycy nie wprowadzali większych zmian, lecz usunęli dziobowe działo 152 mm, cztery działa 75 mm  i marsy bojowe. Pozostałe 16 dział 75 mm zamienili na 76,2 mm Typ 41. Część publikacji podaje, że również działa 152 mm zamieniono na standardowe japońskie  działa takiego kalibru Typ 41 systemu Armstronga, lecz okręt przekazany z powrotem Rosjanom miał rosyjskie armaty. Według niektórych informacji, liczba działek 47 mm sięgnęła 26. Usunięto nadwodne wyrzutnie torped, a dwie podwodne zamieniono na kalibru 457 mm. Japończycy zmienili ponadto konfigurację mostka, umieszczając go nad pancernym stanowiskiem dowodzenia, a nie przed nim. Według większości publikacji, kotły zamieniono na japońskie Miyabara, jednakże według innych źródeł, „Sagami” przekazany Rosjanom miał wciąż oryginalne kotły. Zastosowano też typowe japońskie kominy z wąskich segmentów. Załoga liczyła 732 ludzi, a na etacie wojennym 775.
Podczas I wojny światowej, z uwagi na potrzebę wzmocnienia Flotylli Oceanu Lodowatego, Rosja poszukiwała możliwości nabycia okrętów za granicą i w marcu 1916 roku Japonia – obecnie sojusznicza – odsprzedała jej z powrotem dawny „Pierieswiet” za 7 mln jenów (wraz z dawnym pancernikiem „Połtawa” i krążownikiem „Wariag”).

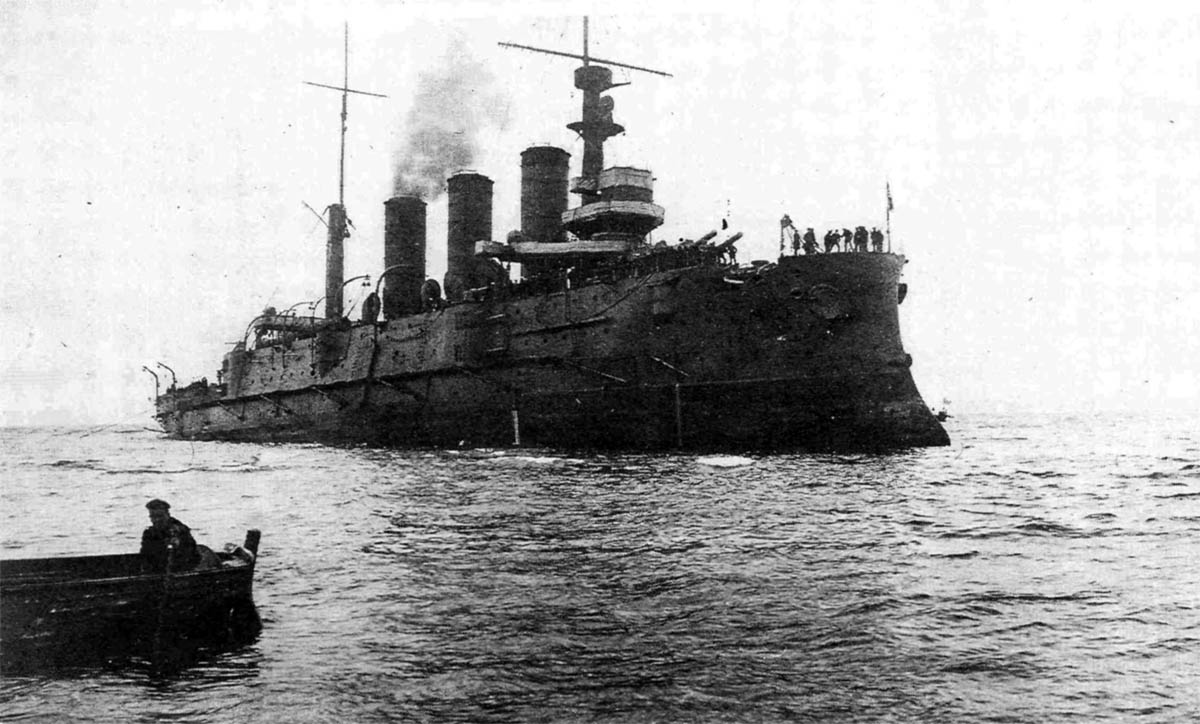
„Pierieswiet” osadzony na skałach, maj 1916 r.

### Dalsza służba „Pierieswieta”
22 marca (4 kwietnia) 1916 r. „Sagami” został we Władywostoku przemianowany z powrotem na „Pierieswiet” i wcielony do rosyjskiej służby. Tymczasowym dowódcą został komandor H. Struwie, następnie komandor D. Zabotkin. Stan okrętu oceniano jako zaniedbany, z mocno zużytymi mechanizmami, kotłami i artylerią. Liczne wewnętrzne przegrody i grodzie były cienkie. Przestarzały okręt został przeklasyfikowany na krążownik pancerny, której to klasie już bardziej w tym czasie faktycznie odpowiadał. „Pierieswiet” miał być okrętem flagowym kontradmirała A. Bestużewa-Riumina, mianowanego dowódcą Flotylli, lecz podczas pierwszego ćwiczebnego wyjścia w morze 10 (23) maja 1916 r. wszedł we mgle na skały podwodne przed Władywostokiem. Został z nich zdjęty dopiero 25 czerwca (8 lipca) 1916 roku, po znacznym odciążeniu części dziobowej, połączonym z demontażem części dział i pancerza, z pomocą japońskich specjalistów. Nowym dowódcą okrętu został komandor K. Iwanow XIII. Po załataniu przebić we Władywostoku, 14 lipca 1916 roku okręt został wysłany na remont do Maizuru w Japonii, przy tym na skutek zaniedbań przy dokowaniu doszło tam do dalszych deformacji dna i naruszenia kotłów. Koszt prac ratowniczych ogółem wyniósł 740 000 rubli. 
Po remoncie „Pierieswiet” wypłynął 5 (18) października 1916 roku do Rosji z przeznaczeniem dla Flotylli Oceanu Lodowatego, przez Kanał Sueski. Po wypłynięciu z Port Saidu, 22 grudnia 1916 (4 stycznia 1917) r. o 17.30 „Pierieswiet” wszedł na dwie miny postawione w grudniu przez niemiecki okręt podwodny U-73. Doszło do wybuchu dziobowej komory amunicyjnej i okręt szybko zatonął o 17.47, ok. 10 mil morskich od Port Saidu. Większość załogi zdołała się uratować – zginęło 91 członków załogi (w tym 6 oficerów), alianckie jednostki z Port Saidu uratowały 737 ludzi wraz z dowódcą, z czego 9 jednak zmarło. 28 marca (10 kwietnia) 1917 roku okręt skreślono z listy floty.

## Dane techniczne
Uzbrojenie: (szczegółowe dane w artykule pancerniki typu Pierieswiet)
- 4 działa kaliber 254 mm Zakładów Obuchowskich wz. 1891 w wieżach na dziobie i rufie (2 x II)
- 11 dział kaliber 152 mm Canet wz. 1891 w kazamatach
- 20 dział 75 mm Canet wz. 1891, L/50 w stanowiskach burtowych
- 20 dział 47 mm wz. 1896 Hotchkiss (4 na dziobie i 2 na rufie w nieopancerzonych kazamatach na pokładzie bateryjnym, 4 na pokładzie na śródokręciu, po 2 na skrzydłach dziobowego i rufowego mostka, 4 na marsie masztu dziobowego i 2 – rufowego).
- 6 dział 37 mm wz. 1896 Hotchkiss (można było je ustawić na kutrach i szalupach)
- 2 działa 63,5 mm Baranowskiego wz. 1882 dla oddziałów desantowych
- 5 wyrzutni torpedowych 381 mm (1 stała nadwodna dziobowa, 2 ruchome nadwodne burtowe, 2 stałe podwodne burtowe)
- 2 parowe kutry torpedowe (długość 17,1 i 15,2 m) z wyrzutnią torped
- 2 kutry parowe (długość 12,2 i 10,4 m) z miotaczami min i minami wytykowymi
- 50 min morskich

Opancerzenie: (stal Harveya)
- burty
  - pas pancerny na linii wodnej: 178–229 mm (wymiary: 95 x 2,4 m)
  - dolna część pasa pancernego: 102–127 mm
  - górny pas pancerny: 102 mm (wymiary: 57,3 x 2,2 m)
  - kazamaty: 127 mm, od góry 51 mm
- pokład pancerny: 51–76 mm
- wieże dział artylerii głównej: 229 mm, od góry 38 mm
- barbety: 203 mm
- tarcze dział 152 mm: 63 mm
- stanowisko dowodzenia: 152 mm
- masa: 2900 t